# Howeitat

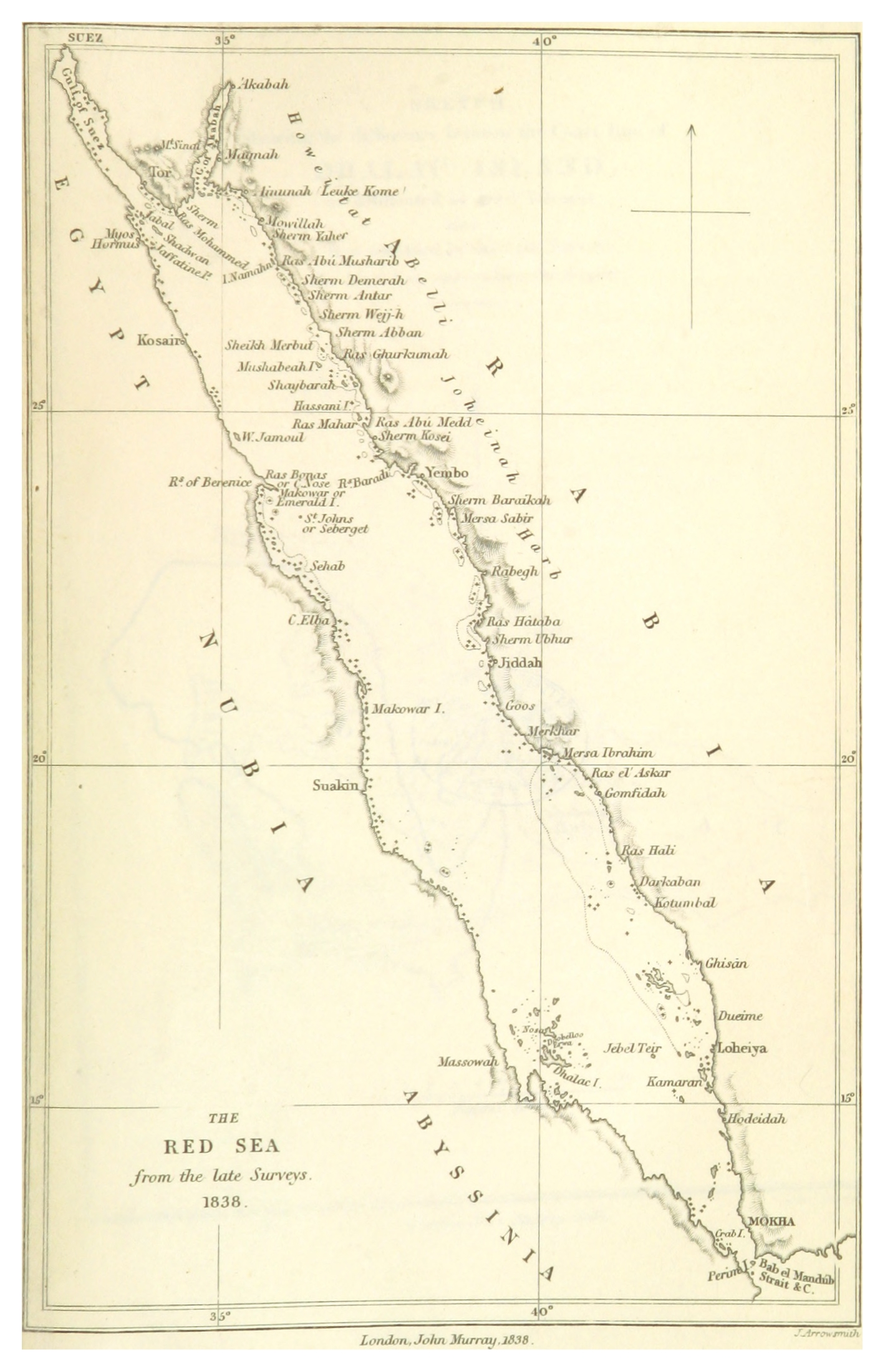
Mapa de la zona habitable

Los howeitat o howaytat ( árabe : الحويطات  al-Ḥuwayṭāt , dialecto árabe del noroeste : ál-Ḥwēṭāt ) son una gran tribu judhami, que habita áreas de la actual Jordania, la península del Sinaí, los territorios palestinos y el noroeste de Arabia Saudita. Los Howeitat tienen varias ramas, en particular Ibn Jazi, Abu Tayi, Anjaddat y Sulaymanniyin, además de varias tribus asociadas. 

## Historia de los howeitat
Los nómadas howeitat fueron registrados como los únicos miembros de una tribu que vivían en el área interior del sur de al-Karak - Shawbak sanjak (distrito) del Imperio Otomano en el siglo XVI.  Según el historiador otomano Qutb al-Din al-Nahrawali (m. 1582), la tribu era una rama de los Banu Uqba, la tribu dominante de la región de al-Karak-Shawbak durante el dominio mameluco (1260-1516) y cuyos jefes fueron reconocidos oficialmente por las autoridades mamelucas. Los howeitat son inusuales al afirmar descender de un solo antepasado, un egipcio llamado Huwayt.  Sin embargo, según Kamal Salibi, su presencia en el área puede datar del siglo XVIII, cuando las tribus del desierto del norte de Arabia estaban siendo empujadas hacia el norte por la expansión de los beduinos asociados con los wahabíes de Arabia central; a fines del siglo XVIII, los howeitat ya reclamaban áreas alrededor de Aqaba y hacia el norte;  también reclamaron tierras en Egipto. Se convirtieron en una tribu parcialmente asentada, que combinaba la agricultura en las áreas fértiles de Jabal Shara con el pastoreo, pero a principios del siglo XX se volvieron más o menos nómadas por las actividades de dos jeques rivales, Abtan ibn Jazi y Auda abu Tayi., que se concentraba en saqueos, recaudación de tributos y pastoreo de camellos. 
El subclan abu Tayi de la tribu fueron partidarios de la causa hachemita durante la Revuelta Árabe, en la que formaron una parte importante de las fuerzas de Faisal; Auda abu Tayi pudo reunir una fuerza de miembros de una tribu beduina dispuestos a marchar sobre Aqaba bajo el estandarte del príncipe Feisal bin Hussein. El subclan ibn Jazi de la tribu permaneció leal al Imperio Otomano : su líder, Hamad ibn Jazi, fue condecorado por el imperio a principios de 1917.  En años posteriores, los howeitat volvieron a la agricultura; también fueron prominentes en la Legión Árabe, y la sección de ibn Jazi se convirtió en el componente más poderoso de la federación. Los howeitat todavía tienen posesión de grandes áreas de tierra alrededor de Wadi Rum y extendiéndose hasta Arabia Saudita; históricamente han sido una fuente importante de mano de obra para la Guardia Nacional de Arabia Saudita y la Real Fuerza Terrestre de Jordania. 
Hoy en día, la tribu Howeitat ha abandonado en gran medida su estilo de vida nómada y se ha asentado en aldeas.

## La construcción de la megaciudad de Neom
El 13 de abril de 2020, en la región de Tabuk, en el noroeste de Arabia Saudita, un hombre howeitat llamado Abdul Rahim al-Huwaiti publicó videos en Youtube anunciando que las fuerzas de seguridad saudíes estaban tratando de desalojarlo a él y a otros miembros de la tribu de su patria histórica para dar paso al desarrollo de la megaciudad de Neom. Alya Abutayah Alhwaiti, una activista saudita de derechos humanos también de la tribu Howeitat, hizo circular los videos, en los cuales, Abdul Rahim al-Huwaiti dijo que desafiaría las órdenes de desalojo aunque esperaba que las autoridades sauditas colocaran armas en su casa para incriminarlo. 
Más tarde fue asesinado por las fuerzas de seguridad saudíes, que afirmaron que había abierto fuego contra ellos. Esta versión de los hechos fue cuestionada por Alya Abutayah Alhwaiti, quien dijo que no poseía armas de fuego. Su funeral se llevó a cabo cerca del pueblo de al-Khoraibah y contó con una buena asistencia a pesar de la presencia de las fuerzas de seguridad saudíes. 
El 7 de octubre de 2022, un tribunal saudí finalmente condenó a muerte a tres miembros de la tribu Howeitat por resistirse a su desplazamiento por la construcción de la megaciudad de Neom. Shadli, Atallah e Ibrahim al-Howeiti fueron arrestados en 2020 por oponerse a su desalojo para el desarrollo del megaproyecto de $ 500 mil millones de dólares, que será también la ciudad anfitriona de los Juegos Asiáticos de Invierno de 2029. Previamente, los miembros de la tribu Howeitat informaron de una escalada de tensión por parte de las autoridades para expulsarlos de su tierra con el fin del futuro proyecto insignia de Arabia Saudí. 

El vicepresidente de la European Saudi Organization for Human Rights (ESOHR), Alsaeed Adil se ha mostrado muy activo en redes sociales
«Esta horrible expansión del uso de la pena de muerte como herramienta política para subyugar a todos los ciudadanos es una clara indicación de que existe ningún proceso de revertir las penas de muerte punitivas. También muestra que Mohammed bin Salman ve la situación internacional y la necesidad por la crisis energética como ambiente propicio para dictar sus injustas sentencias al menor costo posible».

## En literatura
Los Howeitat se mencionan a menudo en el diario de viaje de Richard Francis Burton The Land of Midian, en el que da el siguiente relato de su origen:
Según sus propios genealogistas orales, el primer antepasado fue un muchacho llamado 'Alayán, quien, viajando en compañía de ciertos Shurafá ("descendientes del Apóstol"), y ergò considerado por sus descendientes como también Sherif , cayó enfermo en el camino. En El-'Akabah fue tomado a cargo por 'Atíyyah, Shaykh de la entonces poderosa tribu Ma'ázah, que era dueño de la tierra sobre la que se encuentra el fuerte. Un "empleado", capaz de leer y escribir, sirvió a su padre adoptivo supervisando las cuentas de provisiones y provisiones suministradas al Hajj . Los árabes, que antes de ese tiempo malversaron a discreción, lo llamaron El – Huwayti '("el Hombre del Pequeño Muro") porque su conocimiento era una valla contra sus fraudes. Fue enviado por sus amigos egipcios; éstos, sin embargo, quedaron satisfechos con un informe falso de su muerte: se casó con la hija de su benefactor; se convirtió en Shaykh después de la muerte de su suegro; expulsó a la Ma'ázah de El-'Akabah, y dejó cuatro hijos, los progenitores y epónimos de la madianita Huwaytát. Sus nombres son 'Alwán,' Imrán, Suway'id y Sa'id; y la lista de diecinueve tribus, que di en Las minas de oro de Madián , se limita a los descendientes del tercer hermano.